# Lengerich (Emslandi járás)
Lengerich település Németországban, azon belül Alsó-Szászország tartományban. Lakosainak száma 2858 fő (2023. december 31.). Lengerich Haselünne, Dohren, Wettrup, Handrup, Andervenne, Freren, Langen és Gersten községekkel határos.

## Népesség
A település népességének változása:
| Lakosok száma | 2655 | 2684 | 2693 | 2694 | 2785 | 2822 | 2858 |
|               | 2014 | 2016 | 2017 | 2019 | 2021 | 2022 | 2023 |